# Regionalwahlkreis Steiermark Nord
Der Regionalwahlkreis Steiermark Nord (ehemals Wahlkreis 6F) war ein Regionalwahlkreis in Österreich, der bei Wahlen zum Nationalrat für die Vergabe der Mandate im ersten Ermittlungsverfahren gebildet wurde. Der Wahlkreis umfasste die damaligen Bezirke Bruck an der Mur und Mürzzuschlag (mittlerweile zusammengelegt zum Bezirk Bruck-Mürzzuschlag).
Bei der letzten Nationalratswahl 2008 waren im Regionalwahlkreis Steiermark Nord 86.252 Personen wahlberechtigt, wobei bei der Wahl die Sozialdemokratische Partei Österreichs (SPÖ) mit 43,5 % als stärkste Partei hervorging. Im Wahlkreis erreichte 2008 lediglich die SPÖ eines der drei zu vergebenden Grundmandate.
Mit der Nationalratswahl 2013 wurde der Regionalwahlkreis Steiermark Nord mit den früheren Regionalwahlkreisen Steiermark Nord-West und Steiermark West zum neugeschaffenen Regionalwahlkreis Obersteiermark vereint.

## Geschichte
Nach dem Ende des Staates Österreich-Ungarn wurden für das Gebiet der Steiermark mit der Wahlordnung 1918 für die Wahl der konstituierenden Nationalversammlung vier Wahlkreise geschaffen, wobei für das Gebiet des heutigen Regionalwahlkreises der Wahlkreis Obersteier (Wahlkreis 23) bestand, der jedoch auch zahlreiche weitere Gebiete umfasste. Nachdem die Wahlordnung von 1923 von der austrofaschistischen Regierung 1934 außer Kraft gesetzt worden war, wurde die ursprüngliche Einteilung der Wahlkreise nach dem Zweiten Weltkrieg mit dem Verfassungsgesetz vom 19. Oktober 1945 weitgehend wieder eingeführt. Mit der Nationalrats-Wahlordnung 1971 kam es zu einer tiefgreifenden Wahlkreisreform, mit der die Anzahl der Wahlkreise in Österreich auf nur noch neun reduziert wurde. Für das Bundesland Steiermark bestand in der Folge nur noch ein Wahlkreis, der Wahlkreis Steiermark (Wahlkreis 6). Mit Inkrafttreten der Nationalrats-Wahlordnung 1992 wurde das österreichische Bundesgebiet schließlich in 43 Regionalwahlkreise unterteilt und somit ein drittes Ermittlungsverfahren eingeführt, wobei die Bezirke Bruck an der Mur und Mürzzuschlag zum Wahlkreis Steiermark Nord (Wahlkreis 6F) zusammengeschlossen wurden. 1993 wurden dem Regionalwahlkreis drei Mandate zugewiesen, wobei die Neuberechnung der Mandatsverteilung im Jahr 2002 (nach den Ergebnissen der Volkszählung 2001) zu keinen Veränderungen führte. Im Zuge der Zusammenlegung von Bezirken im Bundesland Steiermark kam es per 1. Jänner 2013 auch zu einer Neuordnung der Regionalwahlkreise im Bundesland Steiermark. Dadurch wurde der Regionalwahlkreis Steiermark Nord mit den Regionalwahlkreisen Steiermark Nord-West (mit den Bezirken Leoben und Liezen) und Steiermark West (mit den früheren Bezirken Judenburg und Knittelfeld bzw. Bezirk Murtal sowie dem Bezirk Murau) zum neugeschaffenen Regionalwahlkreis Obersteiermark verschmolzen.
Seit der Gründung des Regionalwahlkreises erlangte die SPÖ bei jeder Wahl die Stimmenmehrheit, wobei sie bei vier von sechs Wahlen zudem eine absolute Stimmenmehrheit erreichen konnte. Ihr bestes Ergebnis konnte die SPÖ bei der Nationalratswahl 1995 verzeichnen, als ihr ein Stimmenanteil von 55,0 % gelang. Den zweiten Platz im Regionalwahlkreis belegten abwechselnd die Österreichische Volkspartei (ÖVP) und die Freiheitliche Partei Österreichs (FPÖ). Der ÖVP gelang 2002 mit 30,7 %, der FPÖ 1999 mit 25,6 % ihr bestes Ergebnis. Die Grünen – Die Grüne Alternative (GRÜNE) erzielten im Regionalwahlkreis Steiermark Nord meist um die fünf Prozent der Stimmen und belegten bis 2006 mit einer Ausnahme immer den vierten Platz. 2008 wurden sie jedoch vom Bündnis Zukunft Österreich (BZÖ) überholt, das 9,7 % erreichte.

## Wahlergebnisse
| Nationalratswahlen im Regionalwahlkreis Steiermark Nord | Nationalratswahlen im Regionalwahlkreis Steiermark Nord | Nationalratswahlen im Regionalwahlkreis Steiermark Nord | Nationalratswahlen im Regionalwahlkreis Steiermark Nord | Nationalratswahlen im Regionalwahlkreis Steiermark Nord | Nationalratswahlen im Regionalwahlkreis Steiermark Nord | Nationalratswahlen im Regionalwahlkreis Steiermark Nord | Nationalratswahlen im Regionalwahlkreis Steiermark Nord | Nationalratswahlen im Regionalwahlkreis Steiermark Nord | Nationalratswahlen im Regionalwahlkreis Steiermark Nord |
| Wahltermin                                              | GM                                                      |                                                         | SPÖ                                                     | ÖVP                                                     | FPÖ                                                     | GRÜNE                                                   | BZÖ                                                     | LIF                                                     | Sonstige                                                |
| ------------------------------------------------------- | ------------------------------------------------------- | ------------------------------------------------------- | ------------------------------------------------------- | ------------------------------------------------------- | ------------------------------------------------------- | ------------------------------------------------------- | ------------------------------------------------------- | ------------------------------------------------------- | ------------------------------------------------------- |
| 9. Oktober 1994                                         |                                                         | Stimmenanteile (%)                                      | 51,3                                                    | 16,9                                                    | 20,7                                                    | 5,2                                                     | -                                                       | 4,5                                                     | 1,4                                                     |
| 9. Oktober 1994                                         | 3                                                       | Grundmandate                                            | 1                                                       | 0                                                       | 0                                                       | -                                                       | -                                                       | 0                                                       | 0                                                       |
| 17. Dezember 1995                                       |                                                         | Stimmenanteile (%)                                      | 55,0                                                    | 19,0                                                    | 17,8                                                    | 3,3                                                     | -                                                       | 3,8                                                     | 1,1                                                     |
| 17. Dezember 1995                                       | 3                                                       | Grundmandate                                            | 1                                                       | 0                                                       | 0                                                       | 0                                                       | -                                                       | 0                                                       | 0                                                       |
| 3. Oktober 1999                                         |                                                         | Stimmenanteile (%)                                      | 48,5                                                    | 17,3                                                    | 25,6                                                    | 4,9                                                     | -                                                       | 2,1                                                     | 1,6                                                     |
| 3. Oktober 1999                                         | 3                                                       | Grundmandate                                            | 1                                                       | 0                                                       | 0                                                       | 0                                                       | -                                                       | 0                                                       | 0                                                       |
| 24. November 2002                                       |                                                         | Stimmenanteile (%)                                      | 54,4                                                    | 30,7                                                    | 7,9                                                     | 5,4                                                     | -                                                       | 0,9                                                     | 0,7                                                     |
| 24. November 2002                                       | 3                                                       | Grundmandate                                            | 1                                                       | 0                                                       | 0                                                       | 0                                                       | -                                                       | 0                                                       | 0                                                       |
| 1. Oktober 2006                                         |                                                         | Stimmenanteile (%)                                      | 53,1                                                    | 25,3                                                    | 10,3                                                    | 5,3                                                     | 2,2                                                     | -                                                       | 3,8                                                     |
| 1. Oktober 2006                                         | 3                                                       | Grundmandate                                            | 1                                                       | 0                                                       | 0                                                       | 0                                                       | 0                                                       | -                                                       | 0                                                       |
| 28. September 2008                                      |                                                         | Stimmenanteile (%)                                      | 43,5                                                    | 17,1                                                    | 19,3                                                    | 5,7                                                     | 9,7                                                     | 1,1                                                     | 3,6                                                     |
| 28. September 2008                                      | 3                                                       | Grundmandate                                            | 1                                                       | 0                                                       | 0                                                       | 0                                                       | 0                                                       | 0                                                       | 0                                                       |